# The Shins
The Shins es una banda estadounidense de indie rock formada en 1996 en Albuquerque, Nuevo México. La formación actual está compuesta por James Mercer (voz, guitarra, compositor), Joe Plummer (batería), Jessica Dobson (guitarra), Yuuki Matthews (bajo), y Richard Swift (teclados). La banda tiene su sede en Portland, Oregón.

## Historia

### Desde Flake Music a The Shins (1996-2000)
The Shins comenzó en 1996 en Albuquerque, Nuevo México, como un proyecto paralelo de Mercer y Neal Langford, ambos miembros de la banda de Lo-Fi Flake, formada en 1992. En 1999, Flake (ahora llamado Flake Music) se desintegró y los miembros formaron The Shins. El nombre estaba basado en la familia ficticia en el show de Broadway, "The Music Man", el favorito del padre de Mercer. Poco después, la banda lanzó 2 sencillos en Omnibus Records, "Nature Bears a Vacuum" en 1998 y "When I Goose-Step" en 2000, y se embarcaron en una gira con Modest Mouse. Durante la gira, en San Francisco, las dos bandas conocieron a un representante de Sub Pop, quien finalmente les ofreció el lanzamiento de su álbum debut.

### Los años de Sub Pop (2001-2008)
El primer álbum de The Shins fue el lanzamiento de 2001, "Oh, Inverted World", el cual tuvo buenas aclamaciones por parte de la crítica por la letra de las canciones y su sonido Pop Rock. Canciones de este álbum fueron incluidas en la película Garden State, exponiendo la música de The Shins a una audiencia más amplia. Dave Hernández, miembro anterior de Sacred of Chaka, se unió al grupo después de la salida del bajista Neal Langford. En 2002, la banda se fue a Portland, Oregón. 
"Chutes Too Narrow" fue su siguiente álbum siendo lanzado en 2003, el cual representó muchos fanes del círculo del Indie Rock, con letra mucho más variada, así como una aproximación musical que aprovechó nuevos géneros, estructuras de canciones, y niveles de fidelidad en la producción. Dicho álbum ha sido confirmado como uno de los álbumes más vendidos de la disquera Sub Pop, vendiendo más de 393,000 copias hasta la fecha.
"Oh, Inverted World" apareció en la posición #71 en la lista Top 100 de los mejores álbumes de 2000 - 2004 de Pitchfork Media, y "Chutes Too Narrow" en la posición #47.

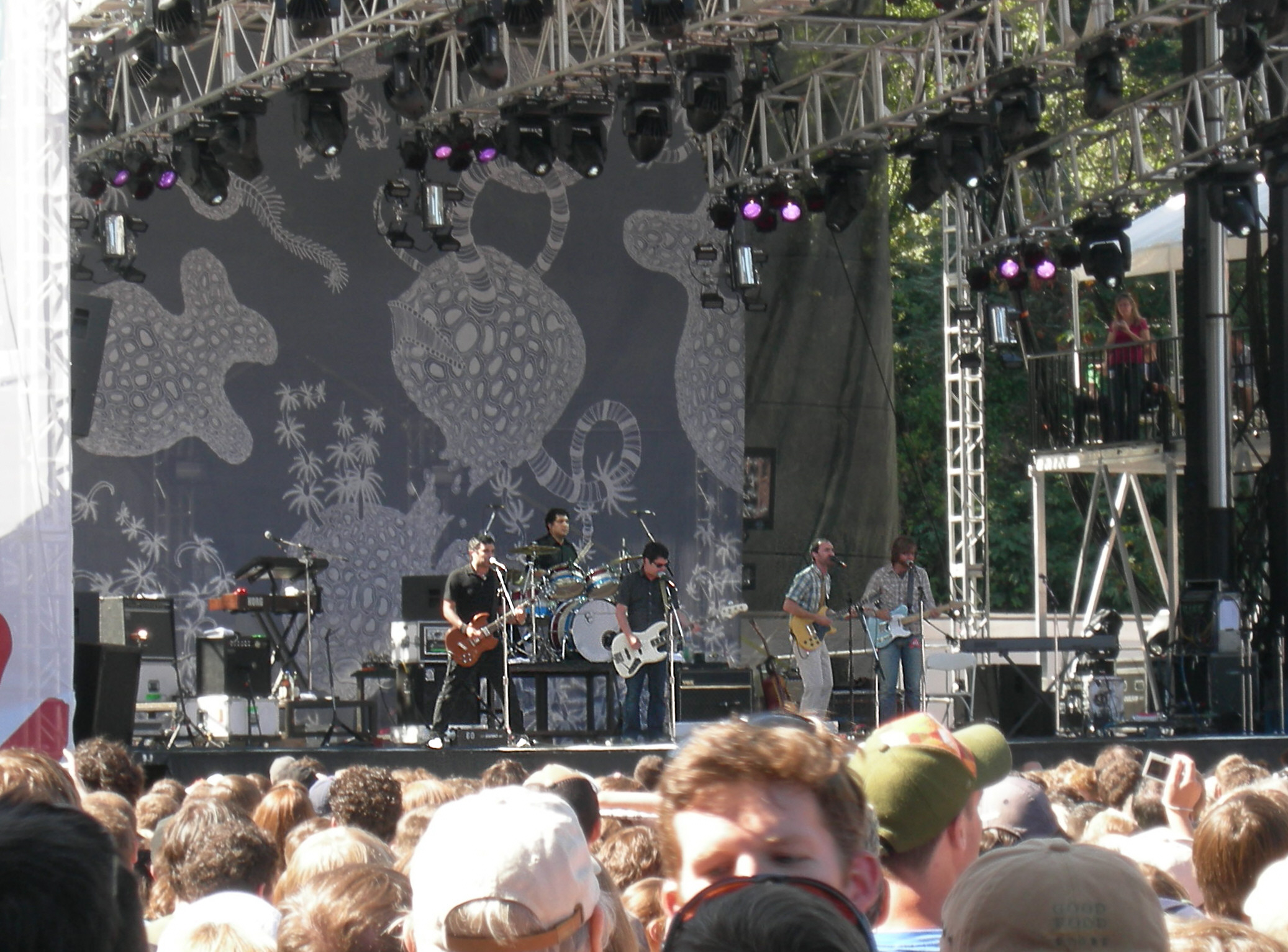
The Shins tocando en el concierto Bumbershoot 2007 en Seattle, Washington.

El tercer álbum de la banda, "Wincing the Night Away", fue lanzado el 23 de enero de 2007, debutó en la posición #2 de Billboard 200 con más de 118,000 copias vendidas en la primera semana de lanzamiento, la mayor cantidad de ventas que un grupo de Sub Pop ha conseguido jamás, obteniendo las posiciones más altas de un artista de dicho sello en su historia. El álbum fue lanzado al Internet el 20 de octubre de 2006 y estaba disponible para pre-ordenarlo con una canción extra en iTunes.
El 6 de julio de 2006, The Shins tocaron en un show en Hollywod Bowl en Los Ángeles, California, junto con la banda Belle & Sebastian. Ambas bandas describieron el haber tocado ahí como un logro en sus carreras. Durante los shows en vivo, los miembros de la banda (especialmente Crandal y Hernández) frecuentemente intercambiaban instrumentos.
En una entrevista con Pitchfork Media, Mercer anunció que Eric Johnson de Fruit Bats ahora era parte de The Shins. En la entrevista Mercer habló sobre querer trabajar con gente diferente, lo que hizo que el contrato que firmó Johnson lo hizo un colaborador de la banda y no solamente un integrante que va de gira con ellos.
The Shins fueron nominados para tres Woodie Awards de mtvU: "Woodie of the Year", "Alumni Woodie", y "Viral Woodie".
La banda hizo el cover de la introducción del programa Weeds, "Little Boxes" en septiembre de 2007, y dicha canción fue incluida en el sencillo "Turn on Me" en el Lado-B.
El 27 de noviembre de 2007, el grupo salió en un álbum de caridad de Darfur lanzado por Waxplotation. El álbum estuvo disponible en iTunes por solo 90 días.
En el 2008 Dave Hernández dejó la banda, debido a que ya no quería viajar tanto y al nacimiento de su hija Paloma, pues quería estar con su familia.

## Discografía
Álbumes de estudio
- Oh, Inverted World (2001)
- Chutes Too Narrow (2003)
- Wincing the Night Away (2007)
- Port of Morrow (2012)
- Heartworms (2017)

## Premios y nominaciones
- Nominado:  (2008) Premio Grammy al mejor álbum de música alternativa por Wincing the Night Away